# Avitta
Avitta är ett släkte av fjärilar. Avitta ingår i familjen nattflyn.

## Bildgalleri

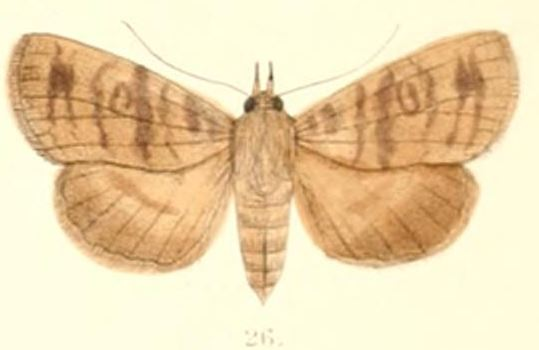
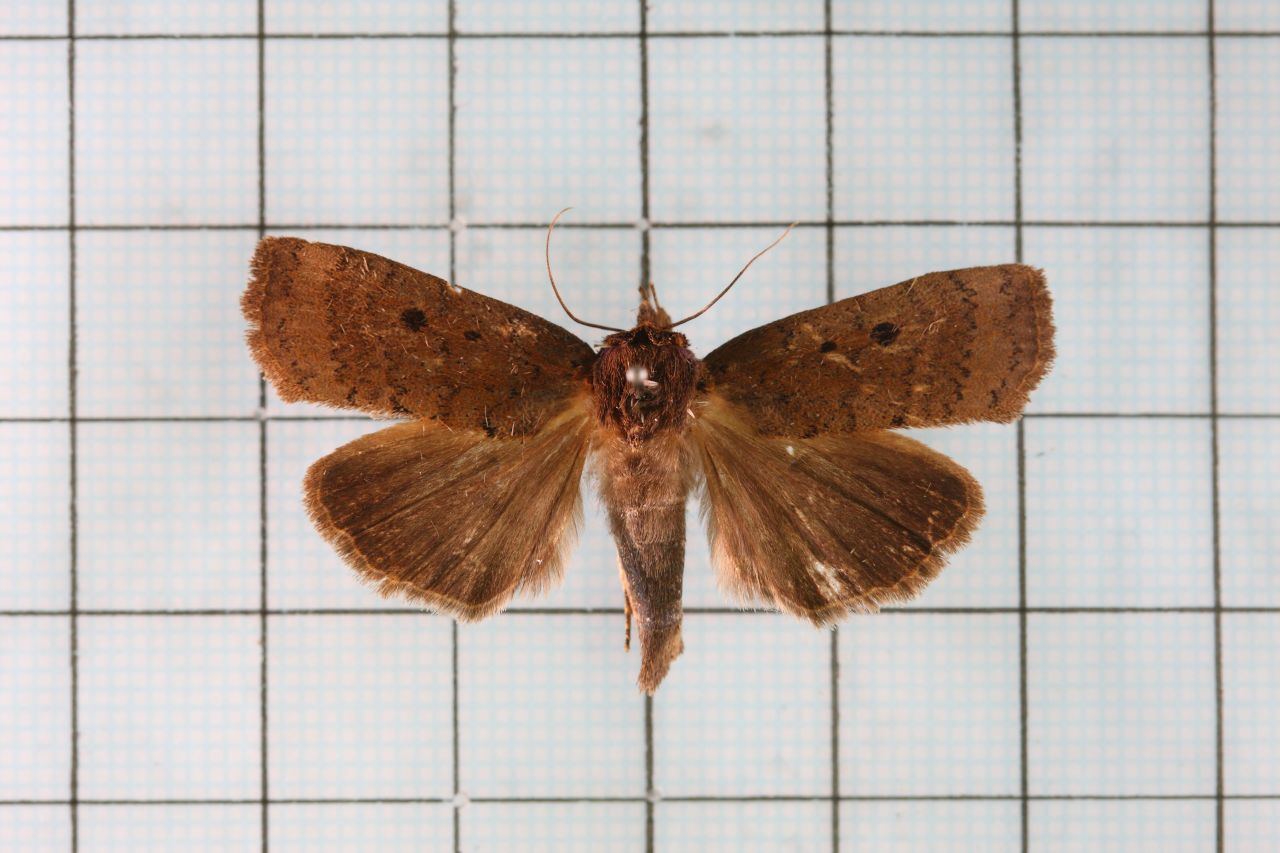

## Dottertaxa tillAvitta, i alfabetisk ordning[1]
- Avitta alternans
- Avitta aroa
- Avitta atripuncta
- Avitta australis
- Avitta babooni
- Avitta bracteola
- Avitta bryonota
- Avitta ceromacra
- Avitta completa
- Avitta conspicua
- Avitta dinawa
- Avitta discipuncta
- Avitta ekeikei
- Avitta fasciosa
- Avitta flavicilia
- Avitta fluviatilis
- Avitta guttulosa
- Avitta habrarcha
- Avitta inductalis
- Avitta insignans
- Avitta insignifica
- Avitta ionomesa
- Avitta leitmorensis
- Avitta lineosa
- Avitta longicorpus
- Avitta lunifera
- Avitta obscurata
- Avitta ochromarginata
- Avitta ophiusalis
- Avitta pastea
- Avitta pectinata
- Avitta polyscia
- Avitta puncta
- Avitta quadrilinea
- Avitta quadrilinealis
- Avitta rufifrons
- Avitta simplicior
- Avitta subsignans
- Avitta surrigens
- Avitta taiwana